# محمدتقی رفیعی
محمدتقی رفیعی از سیاستمداران ایرانی بود، که در دوره‌های  دهم،  یازدهم،  دوازدهم و  سیزدهم بعنوان نماینده تبریز در مجلس شورای ملی حضور داشت.